# Flaming Lamborghini
Il Flaming Lamborghini (che si può tradurre letteralmente in "Lamborghini infuocata") è un cocktail alcolico. Viene servito flambé.
Esistono alcune varianti nel presentare questo cocktail; una di queste è presentarlo a forma di torre.

## Storia
La paternità del Flaming Lamborghini è sconosciuta ma molti locali si dichiarano "home of the famous Flaming Lamborghini" (casa del famoso Flaming Lamborghini) come, ad esempio, il Flames di Ios (Grecia).

## Preparazione
Gli ingredienti per preparare un tradizionale Flaming Lamborghini sono principalmente quattro:
- Sambuca
- Kahlúa
- Baileys (che alcuni sostituiscono con latte per diminuire il grado alcolico)
- Curaçao

Per preparare il cocktail servono inoltre tre bicchieri: uno da cocktail poco profondo e con apertura piuttosto ampia e due piccoli da shot. Si versa la Sambuca e la Kahlua in parti uguali nel bicchiere più grande cercando di bagnare anche i bordi interni del bicchiere con la Sambuca. Negli altri due bicchierini si versano i restanti ingredienti: in uno il Baileys e nell'altro il Blue Curacao.
Prima di consumare il cocktail occorre "accenderlo" ovvero servire flambé il bicchiere più grande ed iniziare a bere, con una cannuccia, il contenuto mentre, appena iniziato a bere, il barista esperto versa i due bicchierini in quello più grande spegnendo il cocktail. Secondo la tradizione il cocktail va bevuto tutto in una volta.
Ci sono delle piccole varianti che consistono nel versare un po' di zucchero quando il fuoco si sta spegnendo in modo da avere un piccolo effetto coreografico.
È necessario prestare molta attenzione nella preparazione di questo cocktail in quanto è assolutamente indispensabile spegnere il fuoco prima di iniziare a bere e maneggiare con estrema cautela i vari bicchieri. Per questo il cocktail deve essere preparato esclusivamente sotto la supervisione di un esperto.
Esistono altre varianti di questo cocktail in cui si aggiunge il terzo bicchierino shoot di Galliano, un liquore italiano aromatizzato alla vaniglia. Questa variante è presente in vari locali della zona Soho di Londra.